# Marseillaise (cruzador de 1935)
O Marseillaise foi um cruzador rápido operado pela Marinha Nacional Francesa e a terceira embarcação da Classe La Galissonnière, depois do La Galissonnière e Jean de Vienne, e seguido pelo Gloire, Montcalm e Georges Leygues. Sua construção começou em outubro de 1933 no Ateliers et Chantiers de la Loire em Nantes e foi lançado ao mar em julho de 1935, sendo comissionado na frota francesa em outubro de 1937. Era armado com uma bateria principal composta por nove canhões de 152 milímetros montados em três torres de artilharia triplas, tinha um deslocamento carregado de mais de nove mil toneladas e alcançava uma velocidade máxima de 31 nós (57 quilômetros por hora).
O Marseillaise teve um início de carreira tranquilo e sem grandes incidentes. A Segunda Guerra Mundial começou em setembro de 1939 e o navio participou em novembro da primeira leva transporte de ouro francês para o Canadá. Em seguida transportou tropas entre o Norte da África e Marselha, sendo inicialmente colocado em Bizerta depois da derrota da França diante Alemanha em junho de 1940. Foi para Toulon após o Ataque a Mers-el-Kébir e designado para as Forças de Alto-Mar, realizando algumas surtidas para escoltar outros navios. Ele foi deliberadamente afundado em novembro de 1942 para não ser tomado pelos alemães, com seus destroços sendo desmontados entre 1946 e 1947.